# Mezinárodní den čistého ovzduší za modrou oblohu
Mezinárodní den čistého ovzduší za modrou oblohu vyhlásilo Valné shromáždění OSN na 7. září s cílem posílit mezinárodní spolupráci při zlepšování kvality ovzduší a snižování jeho znečištění. Vyhlášení bylo provedeno prostřednictvím rezoluce 74/212 a přijato na 52. plenárním zasedání tohoto shromáždění dne 19. prosince 2019.
Rezoluce byla přijata bez hlasování, což obecně naznačuje, že všechny země uznávají důležitost tohoto tématu, jsou v této otázce jednotné a neexistují žádné zjevné rozpory.
Valné shromáždění v této rezoluci zdůraznilo „potřebu posílit mezinárodní spolupráci na globální, regionální a subregionální úrovni v různých oblastech souvisejících se zlepšováním kvality ovzduší, včetně shromažďování a využívání údajů, společného výzkumu a vývoje a sdílení osvědčených postupů“. Součástí je zvláštní zaměření na nepřiměřený dopad špatné kvality ovzduší na ženy, děti a starší osoby.
Cílem mezinárodního dne je zvýšit povědomí o významu čistého ovzduší pro zdraví, produktivitu, ekonomiku a životní prostředí; ukázat úzkou souvislost kvality ovzduší s dalšími environmentálními a rozvojovými výzvami, jako je současná změna klimatu; podporovat řešení, která zlepšují kvalitu ovzduší, sdílením využitelných poznatků, osvědčených postupů, inovací a úspěšných příkladů; a spojit různé aktéry pro společné národní, regionální a mezinárodní přístupy k účinnému řízení kvality ovzduší.
Mezinárodní den se poprvé slavil 7. září 2020 a akce se konaly po celém světě. Vzhledem k pandemii covidu-19 se však většina vzpomínkových akcí konala virtuálně. Hlavními koordinačními partnery Mezinárodního dne byly Program OSN pro životní prostředí (UNEP) a Koalice pro klima a čisté ovzduší za účelem snížení emisí látek s krátkým poločasem rozpadu (CCAC), přičemž další finanční prostředky poskytlo Spolkové ministerstvo životního prostředí, ochrany přírody a jaderné bezpečnosti Německa (BMU). Při některých vzpomínkových akcích spolupracovala Světová zdravotnická organizace s nevládní organizací BreatheLife, která koordinovala některé aktivity k tomuto dni.